# Farmington Canal State Park Trail
Farmington Canal State Park Trail ist ein State Park im US-Bundesstaat Connecticut auf dem Gebiet der Gemeinden Cheshire und Hamden. Er bildet als Grüne Route den Farmington Canal Heritage Trail. Ursprünglich ein Pfad der Indianer wurde er von den Kolonisten zur Straße ausgebaut, dann ab 1825 als Kanal angelegt und später verlief entlang dieser Route eine Eisenbahnlinie, die bis 1980 in Betrieb war.

## Geschichte
Die Trasse wurde schon von den Indianern der Quinnipiac-Stämme als Verbindungsweg genutzt. Die Kolonisten bauten die Strecke im 17. Jahrhundert aus und 1822 wurde ein Kanal geplant, um einen Transportweg zu Wasser zu gewinnen, der den starken Verkehr in Hartford entlasten sollte.
Das Projekt begann am 4. Juli 1825 und der erste Abschnitt wurde 1828 eröffnet. Damit trat auch Connecticut in die Zeit des "National Canal Craze" und eine neue Ära des Verkehrs ein. Die Anstich-Zeremonie war recht einfach gehalten, jedoch hatte der damalige Gouverneur von Connecticut, Oliver Wolcott, Jr., die Ehre den ersten Spatenstich zu machen. Dabei brach der Spaten, was als böses Omen angesehen wurde. Bereits 1836 waren die Farmington and Hampshire Canal Companies tief verschuldet und übertrugen ihre Eigentümerschaft an die New Haven-Northampton Company. 1847 baten Investoren beim Staat um die Erlaubnis, eine Eisenbahnlinie auf der Strecke zu errichten. Diese wurde bis in die 1980er Jahre betrieben. Das Farmington Valley Trails Council wurde 1992 gegründet um den Kanal zu erhalten und ihn zu einem Park zu machen. Die bebaute Fläche des Trails verläuft über 5,5 mi (8,9 km) von der Cornwall Street in Cheshire im Norden nach Süden bis zur Todd Street in Hamden und beinhaltet die historische  Schleuse Lock 12 des Farmington Canals an der Brooksvale Road in Cheshire (⊙). Der gepflasterte Weg ist offen für Wanderer, Radfahrer, Inline-Skater und Skifahrer.
Ursprünglich begann der Kanal an der Long Wharf in New Haven und führte bis zu den Congamnond Ponds, etwa 56 mile (90 km) weiter nördlich in Massachusetts. Der Kanal verfügte über 28 Schleusen, die jeweils 90 ft (27 m) lang  und 12 ft (3,7 m) breit waren. Damit konnten die Höhenunterschiede von New Haven bis Massachusetts überwunden werden. Die erste Strecke in New Haven (1,25 mile/2 km) verfügte über gemauerte Wände, der Rest des Kanals war jedoch ein reiner Graben mit 4 ft (1,2 m) tiefe, auf dem ein flaches Kanal-Boot fahren konnte. Leary schreibt, dass der Kanal "unzweifelhaft die größte Ingenieurleistung Connecticuts vor der Einführung der Eisenbahnen" war. Der erste Abschnitt wurde 1828 eröffnet und Maultiere zogen die Boote auf dem Kanal. Jedoch verzögerte sich die Fertigstellung bis Ende der 1830er und die Nutzung war abhängig von der Verdunstung, weil Trockenheit dazu führte, dass einzelne Abschnitte geschlossen werden mussten. Doch die umliegenden Gewerbe zogen großen Nutzen von dem Kanal.
Als 1836 die Farmington and Hampshire Companies ihre Schulden nicht bezahlen konnten, übertrugen sie der New Haven-Northampton Company die Eigentümerschaft (22. Juni 1836). Das Vermögen wurde aufgelöst und die Schulden teilweise abbezahlt. Die Reorganisation führte zu einem Verlust von $1 Mio. für die Investoren. Darüber hinaus trat mit der New Haven Railroad, die zwischen New Haven und Meriden verlief, ein Rivale auf. Die Aktionäre baten die Connecticut General Assembly um Erlaubnis, im Kanalbett eine Eisenbahnlinie zu errichten. Dieser Antrag wurde genehmigt und die Arbeiten an der Trasse begannen im Januar 1847. Gugino schreibt, dass die Strecken bis Plainville am 18. Januar 1848 und bis Tariffville und Collinsville 1850 eröffnet wurden.
Der Bau der Eisenbahnstrecke kostete nur $186.000.33 und benötigte etwa ein Jahr, im Gegensatz zu den Arbeiten am Kanal, die $1.089.425.10 verschlangen und über fünf Jahre benötigten.
Als in den 1980er Jahren die "railroad rights-of-way" abgeschafft wurden und die Eisenbahnen ihren Dienst einstellten, bildete sich in Neuengland eine "rails-to-trails"-Bewegung. Das Farmington Valley Trails Council wurde 1992 gegründet und bemühte sich um die Errichtung des Parks. Die Mittel dazu wurden von den Verwaltungen der sechs Städte und durch federal funding aus dem Intermodal Surface Transportation Efficiency Act of 1991 bereitgestellt. Die Strecke mit 2,9 mile (4,7 km) Länge wurde am 22. Mai 1994 eröffnet.

## Lock 12
An der North Brooksvale Road in Cheshire befindet sich das Lock 12, als best-erhaltenes Relikt von Connecticuts Kanal-Ära. Der Lock 12 Historical Park umfasst einen Pavillon, ein Picknickplatz und ein Museum. In den 1980ern wurde das Gebäude an Lock 12 der Gemeinde Cheshire von Raimon L. Beard geschenkt, der sich auch sonst um die Erhaltung der Schleuse kümmerte. Das Museum zeigt Werkzeuge und Waren aus dieser Zeit. Es öffnet nach Vereinbarung.

## Freizeitaktivitäten
Der Farmington Canal State Park Trail ist in zwei Abschnitte aufgeteilt. Der längere mit 5,5 mi (8,9 km) erstreckt sich von Cornwall Street in Cheshire nach Süden zur Todd Street in Hamden. An diesem Ende stößt die Strecke auf den Sleeping Giant State Park. Der zweite Abschnitt ist ein nicht bebauter 3,9 mi (6,3 km) langer Trail im zentralen Cheshire der sich von der Connecticut Route 68 bis zur Interstate 691 erstreckt. Auch wenn der Trail noch nicht vollständig ist, erwartet des Connecticut Department of Energy and Environmental Protection doch, dass tausende täglich den Weg nutzen können. Er ist frei für "Spaziergänger, Jogger, Radfahrer und Skater". Als Teil des Farmington Canal Heritage Trail soll der Weg eine längere Strecke mit drei Abschnitten in Avon, Farmington und Simsbury bilden, die letztlich zu einem Weg vereinigt werden sollen.